# Coupe du Maroc de basket-ball 2007-2008
Pour les articles homonymes, voir Trône (homonymie).
La saison 2007-2008 de la Coupe du Trône est la trente-sixième édition.

## Huitièmes de finale
| Date            | Équipe 1            | Équipe 2            | Résultat |
| --------------- | ------------------- | ------------------- | -------- |
| 19 janvier 2008 | Hassania d'Agadir   | KAC de Kénitra      | 69 - 77  |
| 19 janvier 2008 | Renaissance Berkane | Wydad de Casablanca | 62 - 103 |
| 19 janvier 2008 | Ittihad Nador       | TS Casablanca       | 66 - 69  |
| 19 janvier 2008 | OC Khouribga        | FUS de Rabat        | 73 - 86  |
| 19 janvier 2008 | CS Redal de Rabat   | Raja de Casablanca  | 48 - 69  |
| 19 janvier 2008 | FAR de Rabat        | Ittihad Tanger      | 38 - 79  |
| 19 janvier 2008 | Maison Tan Tan      | AS Salé             | 60 - 76  |
| 19 janvier 2008 | Maghreb de Fès      | Cercle Casablanca   | 95 - 89  |

## 1/4 de finale
| Équipe 1           | Équipe 2            | Aller 9 février | Retour 23 février |
| ------------------ | ------------------- | --------------- | ----------------- |
| KAC de Kénitra     | Wydad de Casablanca |                 |                   |
| Raja de Casablanca | Ittihad Tanger      |                 |                   |
| AS Salé            | FUS de Rabat        |                 |                   |
| Maghreb de Fès     | TS Casablanca       |                 |                   |

## 1/2 de finale
| Équipe 1           | Équipe 2 | Aller | Retour |
| ------------------ | -------- | ----- | ------ |
| Raja de Casablanca |          |       |        |
| Maghreb de Fès     |          |       |        |

## Finale
| Équipe 1       | Équipe 2           | Finale  |
| -------------- | ------------------ | ------- |
| Maghreb de Fès | Raja de Casablanca | 79 - 66 |